# Biobessa holzschuhi
Biobessa holzschuhi är en skalbaggsart som beskrevs av Teocchi 1992. Biobessa holzschuhi ingår i släktet Biobessa och familjen långhorningar. Inga underarter finns listade.